# Limenitis orisa
Limenitis orisa är en fjärilsart som beskrevs av Hans Fruhstorfer 1915. Limenitis orisa ingår i släktet Limenitis och familjen praktfjärilar. Inga underarter finns listade i Catalogue of Life.